# Лудвиг Бек
Лудвиг Аугуст Теодор Бек (Бибрих, 29. јун 1880 — Берлин, 20. јул 1944) је био немачки генерал, који је вршио функцију команданта Генералштаба од 1935. до 1938. године. Био је један од највећих противника Хитлерове експанзионистичке политике. Био је уз Хенинга фон Трескова и Клауса фон Штауфенберга један од организатора неуспешног атентата на Хитлера 1944. године. После неуспеха атентата, ухапшен је и понуђено му је да се убије, што је и учинио.

## Биографија

### Младост и Први светски рат
Бек је рођен у Бибриху, где је пре ступања у војску 1898. био традиционално васпитаван. Док је напредовао у служби, видело се да има потенцијал да буде успешан официр и био је послат да врши дужност штабног официра. Након почетка Првог светског рата послат је на Западни фронт, где је цео рат провео као штабни официр. После пораза у рату, Бек је узет у службу у малој послератној Немачкој војсци. Након напретка у служби, преузео је команду над Петом артиљеријском региментом.

### Прихватање Нацистичких идеала
1930. године Бек је дошао на суђење тројици официра који су били оптужени за дистрибуцију нацистичке пропаганде, што је по прописима Рајхсвера било забрањено. По прописима војске, војници и официри нису имали право на политичко ангажовање. Бек је због тога био љут, и на суђењу је одржао говор где је истицао да нацизам представља нешто добро за Немачку и да би официри требало да могу да се прикључе партији. Током суђења, Бек је упознао Хитлера и импресионирао га. Наредне две године, Бек је радио на писању новог правилника за Рајхсвер.
Бек је наставио да се добро показује у служби, што је довело до тога да је преузео команду над Првом коњичком дивизијом 1932. године, када је унапређен у чин Генерал поручника. Након доласка нациста на власт 1933. Бек је то подржао, јер је веровао да је то повратак моћи Немачке на ниво пре Првог светског рата. Након доласка Хитлера на власт, Бек је преузео команду над Немачким генералштабом 1. октобра 1933.

### Као командант Генералштаба
На овој позицији, Бек је радио на подизању Немачке војске на виши ниво. Такође је желео да убрза развој оклопних и механизованих јединица. Како је наоружавање Немачке војске напредовало, тако је Бек званично преузео команду над генералштабом 1935. године.
Радио је просечно десет сати дневно и био је познат као интелигентан официр, али је био опседнут административним детаљима. Био је заинтересован за политику и тражио је прилику да прошири своју зону утицаја и добије могућност да саветује најутицајније људе у Рајху. Иако је веровао да Немачка треба ратом да врати своју стару моћ у Европи, осећао је да то не треба да се покушава док се Немачка војска не подигне на виши ниво. Упркос томе је подржао Хитлера када је Немачка реокупирала Рајнску област 1936. године.
Средином тридесетих година, Бек је све више био забринут да ће Хитлер започети рат пре него што Немачка војска буде спремна. Због тога је одбио Хитлерово наређење да направи план операције аншлуса Аустрије 1937. године, зато што је мислио да ће тиме испровоцирати рат са Француском и Уједињеним Краљевством.

## Размимоилажење са Хитлером
Бек је предвидео конфликт којим ће се елиминисати Чехословачка, и јавно је подржавао тај план до јесени 1937. Ипак и даље није био сигуран да ли је Немачка спремна за већи рат на територији Европе. Био је убеђен да рат не треба почињати пре 1940. године и у мају 1938. је јавно критиковао план за освајање Чехословачке. Као виши официр, он је покушао Хитлеру да наметне мишљење да му Француска и Енглеска неће дати одрешене руке за наставак освајања.
Бек се противио и идеји да Нацистичка партија преузме контролу над војском. Послао је у Енглеску изасланика 1938. године, на разговор са премијером Чемберленом, да га убеди да обећа војну акцију против Немачке у случају напада на Чехословачку.
Однос између Бека и Хитлера је наставио да стагнира када се Бек определио за службовање у СС јединицама а не у Вермахту. Док је Бек био противник превременог рата, Хитлер га је критиковао као једног од официра који је мислио да су још увек ограничени на војску одређену Версајским споразумом. Током лета 1939. истовремено је радио на реорганизацији командне структуре као и на лобирању против рата са Чехословачком.
У очајничком покушају да повећа притисак на Нацистички режим, он је покушао да организује масовно напуштање војске од стране виших официра. 29. јула је издао саопштење да осим што се војска спрема за рат са спољашњим непријатељем, да се мора спремати за рат и са унутрашњим непријатељем и то директно у Берлину. Почетком августа је изјавио да више високих официра треба сменити са позиција. На састанку са Хитлером и вишим официрима 10. августа, његови аргументи против рата са Чехословачком су били искритиковани од стране Хитлера. Бек након тога није желео више да има удела у доношењу одлука, и са чином генерал-пуковника је дао оставку 17. августа.

### Беково учествовање у завери против Хитлера
У замену за оставку без дизања тензија, Хитлер је Беку обећао позицију команданта на бојном бољу, али га је уместо тога ставио на листу за пензионисање. Бек је нашао више истомишљеника који су се противили рату и Хитлеру. Међу њима најутицајни је био Карл Горделер. Група завереника је почела да спрема план за скидање Хитлера са власти. Иако су о томе обавестили Британско министарство спољних послова, нису успели да спрече потписивање Минхенског споразума. Од почетка Другог светског рата, Бек је постао један од кључних чинилаца у више покушаја атентата на Адолфа Хитлера.
Од јесени 1939. до 1941. Бек и други нацистички званичници као што су Горделер и Хјалмар Шахт су планирали свргавање Хитлера и потписивање мира са Британијом и Француском. У случају да би им то успело Бек би преузео место председника владе. Током 1943. Бек је организовао два покушаја убиства Хитлера бомбом од кога се у оба случаја одустало. Следеће, 1944. године је уз Горделера и Клауса фон Штауфенберга постао један од најутицајнијих људи у групи која ће касније организовати покушај убиства Хитлера, касније познат као Јулска завера. По том плану, Штауфенберг је требало да убије Хитлера на састанку официра у Хитлеровом скровишту Вучјој јазбини бомбом која се налазила у актн ташни.
Након неуспеха те акције, Бек је ухапшен од стране генерала Фридриха Фрома. Било му је понуђено да изврши самоубиство или да иде на суђење за организацију атентата на Хитлера. Бек је одабрао самоубиство. Пуцао је себи у главу, али је себи нанео само тешку рану, па је наредник који је надгледао извршење самоубиства морао да га докрајчи још једним метком који му је испалио у задњи део врата.